# Orca, la balena assassina
Orca, la balena assassina (títol original: Orca) és un thriller estatunidenc dirigit per Michael Anderson, estrenada el 1977. Ha estat doblat al català.

## Argument
Amb el seu equip, el capità Nolan i els seus acòlits Annie, Paul i Novak pesquen un tauró. Reven els animals que captura a aquariums. Un dia, coneix Rachel, una professora d'universitat que té una gran passió per les orques. Nolan es fica llavors al cap atrapar un d'aquests animals, esperant treure'n un profit més important. En el moment de la seva temptativa de captura, fereix mortalment una orca femella que estava a punt d'agafar. Des de llavors, el mascle, furiós, es posa a la caça del vaixell del capità i devora Novak.

## Repartiment
- Richard Harris: el capità Nolan
- Charlotte Rampling: Rachel Bedford
- Will Sampson: Jacob Umilak
- Bo Derek: Annie
- Keenan Wynn: Gus Novak
- Robert Carradine: Ken
- Scott Walker: Alan Swain
- Peter Hooten: Paul
- Wayne Heffley: el capellà

## Rebuda
En l'estrena, la pel·lícula ha patit per tres aspectes: la pètria qualitat dels efectes especials, els seus punts de semblança amb Jaws, i li manca rigor científic en la descripció del comportament de les orques.
No obstant això, els efectes especials d'aquesta pel·lícula són encara avui impressionants, i algunes escenes conserven el seu caràcter espectacular. Amb el temps, la pel·lícula ha obtingut un cert reconeixement dels crítics i un estatus de pel·lícula de culte entre els fans de pel·lícules de gènere.

## Al voltant de la pel·lícula
- El rodatge s'ha desenvolupat a Malta, al Marina World de Redwood City a Califòrnia, així com a Petty Harbour, poblet de la província de Terranova i Labrador, al Canadà.
- La cançó dels crèdits del final, My Love, We Are One, va ser composta per Ennio Morricone i l'interpreta Carol Connors.
- Orca va suposar l'inici al cinema de l'actriu Bo Derek.